# Bunter Eschenbastkäfer
|               |       |            |           |
| Seitenansicht | Front | Unterseite | Oberseite |

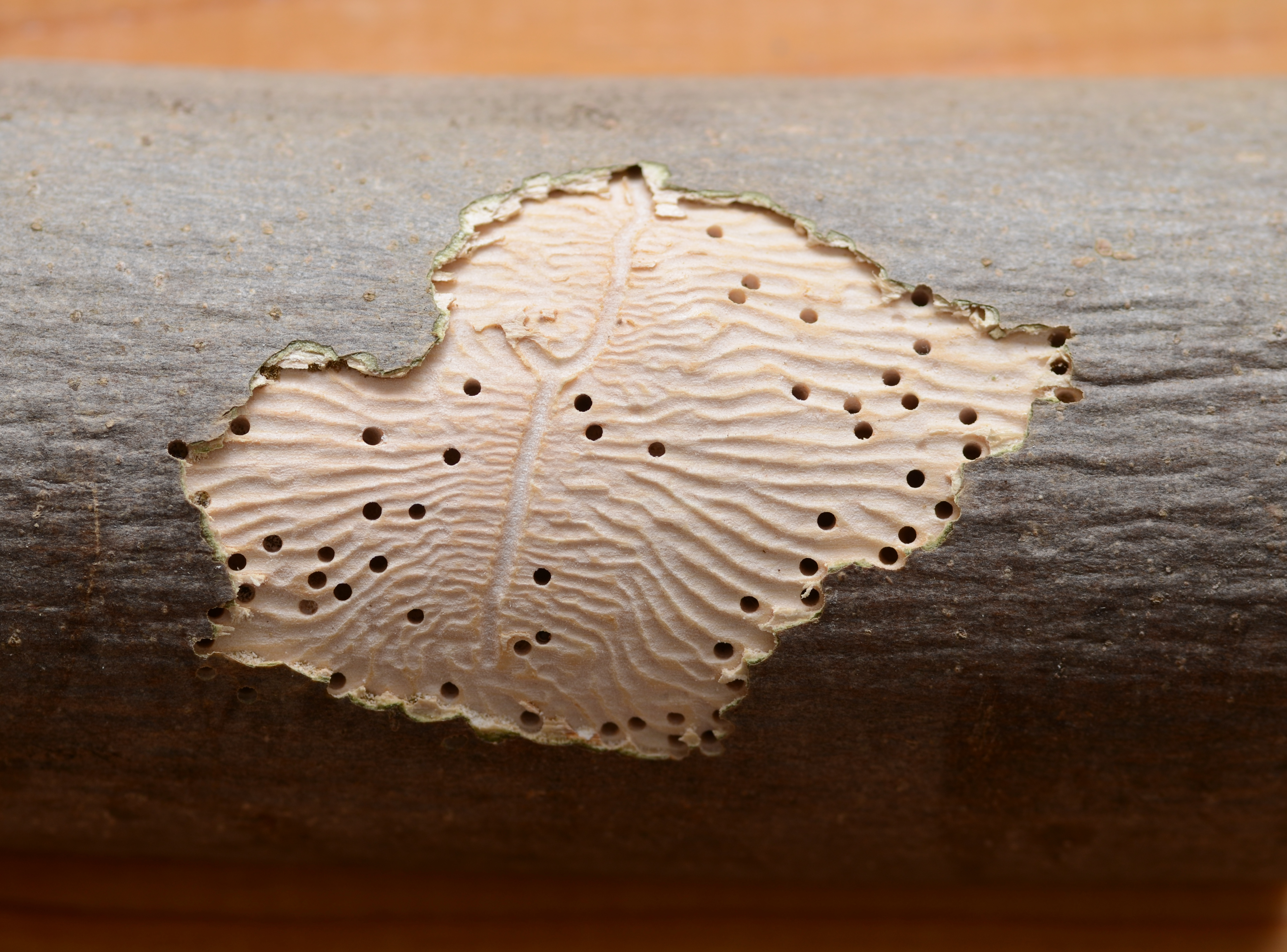
Fraßgänge mit Puppenwiegen am Ende

Der Bunte Eschenbastkäfer (Hylesinus fraxini), zuvor Leperisinus varius (Fabricius, 1775), ist ein Rüsselkäfer aus der Unterfamilie der Borkenkäfer (Scolytinae). Da er seine Brutsysteme in der Rinde der Wirtsbäume anlegt, wird er den Rindenbrütern zugerechnet. Die Art ist in Europa bis zum Ural verbreitet.

## Merkmale
Die Käfer werden 2,5 bis 3,5 Millimeter lang und haben einen walzenförmigen Körper. Der Halsschild und ist vorne gekörnt und verdeckt von oben gesehen nicht den Kopf. Die Körperoberseite ist mit fleckigen, gelbbraunen, übereinander gelagerten Schuppen bedeckt, denen die Art ihren Deutschen Namen zu verdanken hat. Die Flügeldeckenseiten weisen feine regelmäßige Punktreihen aus kleinen Vertiefungen auf. An der Flügeldeckenbasis am zweiten Zwischenraum zwischen den Punktreihen befinden sich kleine Höckerchen. Die übrigen Zwischenräume weisen Körnchenreihen auf. Die Fühlergeißel ist siebengliedrig. Die Fühlerkeule ist lang, spitz und hat zwei schwache Nähte. Das Männchen besitzt acht Tergite am Hinterleib, das Weibchen hingegen nur sieben.

## Lebensweise
Der Bunte Eschenbastkäfer kommt vor allem an Gemeiner Esche (Fraxinus excelsior), Fraxinus ornus, Fraxinus americana, gelegentlich auch an Olivenbäumen (Olea europaea), Walnüssen (Juglans), Stieleiche (Quercus robur), Birnen (Pyrus), Äpfeln (Malus), Gewöhnlicher Robinie (Robinia pseudoacacia), Buchen (Fagus), Ahornen (Acer), Gemeiner Hasel (Corylus avellana), Hainbuche (Carpinus betulus) und Flieder (Syringa vulgaris) vor. Er besiedelt die Rinde der Bäume, auch im Bereich der Borke. Das Fraßbild hat eine relativ kurze, senkrechte Eingangsröhre, von der ein waagerechter, doppelarmiger Quergang abzweigt (Klammergang). Die Larvengänge verlaufen mehr oder weniger senkrecht, dicht gedrängt und sind meist mit vier Zentimetern nur kurz. Die Puppenwiegen und die Gänge verlaufen teilweise im Splintholz und sind nach dem Abfallen der Borke sehr gut zu erkennen. Die Käfer führen unter grüner Rinde in der Krone oder in jungen Stangen einen Reifungsfraß durch. Dieser hinterlässt erst kleine krebsartige Stellen, erzeugt dann Rindenwucherungen, die „Käfergrinde“ oder fälschlich „Eschenrosen“ genannt werden. Die Tiere überwintern in diesen Wucherungen. Es kommt zur Ausbildung einer Generation im Jahr, die Flugzeit ist von März bis Mai, ab 16 °C Lufttemperatur. Die neue Generation erscheint im Juli und August. Oft treten die Tiere in großer Zahl auf.